# Metacatharsius minutus
Metacatharsius minutus là một loài bọ cánh cứng trong họ Bọ hung (Scarabaeidae).